# Inarrestabile (film 2025)
Inarrestabile (Unstoppable) è un film del 2025 diretto da William Goldenberg e tratto dal romanzo omonimo di Anthony Robles e Austin Murphy.

## Trama
La storia vera del campione di wrestling Anthony Robles che, nato con una gamba sola, con la sua determinazione e affrontando le difficoltà è riuscito a realizzare i suoi sogni.

## Distribuzione
Il film è stato distribuito sulla piattaforma Amazon Prime Video a partire dal 16 gennaio 2025.